# La Duchesse de Langeais (film, 1910)
Pour les articles homonymes, voir La Duchesse de Langeais (homonymie).
La Duchesse de Langeais est un film français réalisé par André Calmettes, sorti en 1910.
Il s'agit d'une adaptation du roman d'Honoré de Balzac, La Duchesse de Langeais, publié en 1832.

## Synopsis
le général-marquis de Montriveau est en relation avec Antoinette de Langeais. Mais cette dernière le rejette.

## Fiche technique
- Réalisateur : André Calmettes
- Scénario : d'après Honoré de Balzac
- Production : Pathé Frères
- Pays : France
- Format : muet – noir et blanc – 1,33:1 – 35 mm
- Métrage : 215 m
- Genre : drame
- Date de sortie : 
  -  France – 1910

## Distribution
- André Calmettes
- Germaine Dermoz